# Joseph Schwarz (geógrafo)
Joseph Schwarz (hebreo : יהו ש שוורר; Floß, 22 de octubre de 1804-Jerusalén, 5 de febrero de 1865) fue un geógrafo, explorador de Palestina y rabino judío.

## Biografía
Joseph Schwarz nació en el gueto judío de Raft, el Judenberg. Era el mediano de los tres hijos de Mendel Schwarz, uno de los principales patrocinadores de la escuela primaria de Raft. La familia Schwarz desciende de uno de los fundadores de la comunidad judía Floss, concretamente de Eisik Feifas de Neustadt an der Waldnaab. Los hermanos de José eran Samuel Schwarz y Hajum Schwarz. Hajum Schwarz era el padre de Israel Schwarz, quien más tarde editó la obra principal de su tío Joseph Schwarz.
Incluso en su infancia, Schwarz desarrolló un afecto por la profesión rabínica. Primero estudió el Talmud en Schwabach con el rabino Abraham Wechsler, quien fue rabino de distrito en el Rabinato del distrito de Schwabach fundado en 1813 de 1820 a 1850. En 1823 trabajó como contable para el terrateniente y rabino Mendel Rosenbaum en Unterzell, cerca de Würzburg.
Luego continuó sus estudios durante cinco años en la universidad y en la Yeshivá de Würzburg, donde ya estudiaba su hermano mayor Samuel. La Yeshivá de Wurzburgo, entonces dirigida por el rabino Abraham Bing, tendía más hacia el judaísmo ortodoxo que hacia el judaísmo reformista, que surgió a principios del siglo XIX. «Un gran número de estudiantes acudieron en masa a Würzburg [...] para escuchar sus aprendidas palabras. Entre los más importantes se encontraban el posterior rabino principal de Altona, Jakob Ettlinger, el posterior rabino principal de Londres, Nathan [Marcus] Adler, el Chacham Isaac Bernays, R.[abbi] Elieser Bergmann y [...] Seligmann Bär Bamberger». En Würzburg, Schwarz también estudió la geografía de Palestina.
En aquella época escribió un mapa de Palestina, que se publicó en tres ediciones: Würzburg en 1829, Viena en 1831, Trieste en 1832.

## Viaje a Palestina
Desde su más tierna juventud, Schwarz tenía el deseo de investigar él mismo sobre el terreno la historia, la geografía, la geología, la flora y la fauna de Tierra Santa y establecer una correspondencia entre los nombres, lugares y términos mencionados en la Biblia, el Talmud y el Midrash con las condiciones existentes en el siglo XIX. En ese momento, sólo había una obra judía importante sobre este tema, a saber, kaftor wa-ferach («Knauf y la flor») de Estori ha-Parchi (1282-1357), que había estado viajando por Palestina durante siete años. Aunque hubo algunas obras cristianas sobre Palestina, estaban más interesadas en puntos de vista específicamente cristianos.
En 1831, Schwarz partió hacia Palestina. Viajó primero a Viena y de allí a Hungría. En Hungría, Schwarz tuvo que esperar un año entero porque había estallado el cólera y las normas de cuarentena (cordón de Contumaz) le impedían continuar su viaje. Desde Hungría viajó a Fiume en el Mediterráneo. Allí estuvo atrapado durante otro medio año, porque no se podía viajar a Oriente debido al peligro de guerra. Finalmente, llegó a Jaffa en barco vía Esmirna y Rodas, donde llegó el 2 de abril de 1833. El 19 de abril de 1833 llegó a Jerusalén. En Jerusalén, Schwarz fue acogido por la famosa familia rabínica Luria. Se casó con una de las hijas de la casa de Luria.
En 1837, Schwarz fue uno de los cofundadores y luego administradores de Kolel Holland und Deutschland (Kollel Hod), iniciado por Lazarus Bergmann, quien había hecho Aliá en 1834.

## Estudios geográficos en Palestina
Schwarz era miembro de la piadosa secta Watikin..Como resultado, su primer trabajo en Jerusalén fue observar desde el Monte de los Olivos las horas exactas de salida y puesta del sol para cada día del año. La hora del amanecer y del atardecer determina la hora de la oración Shma Yisrael de Watikin. Esta obra fue publicada en Jerusalén en 1843 con el título Tvu'ot Hashemesh (άבואות השמש Los ciclos del sol).
Schwarz viajó a Palestina durante 15 años por su propia cuenta y exploró su geografía. Un profundo conocimiento de las lenguas locales le ayudó en esta ardua y a menudo peligrosa empresa. Publicó los resultados de estos viajes en su libro Tvu'ot Ha'aretz (άבואות הארר), que se publicó en hebreo en Jerusalén en 1845.
En 1849 Schwarz viajó a Estados Unidos y allí se encargó de la traducción y publicación de este libro. Además, recaudó donaciones como Meshullach para Kollel Hod. El libro fue traducido al inglés por Isaac Leeser y publicado en 1850 con el título Una geografía descriptiva y breve bosquejo histórico de Palestina, por el rabino Joseph Schwarz, residente durante dieciséis años en Tierra Santa. Los costes de publicación corrieron a cargo del editor A. Hart.
Desde Estados Unidos, Schwarz viajó vía Londres hasta Alemania, donde supervisó la traducción al alemán y la publicación de su libro. En 1852, la editorial de la librería anticuaria hebrea de I. Kaufmann en Fráncfort del Meno publicó su libro, bajo el título Das heilige Land: Nach seiner ehemaligen und jetzt geographischen Beschaffenheit.
El libro contiene estudios geográficos que muestran los nombres de localidades, montañas, países, ríos, etc., que se encuentran en la Biblia, el Talmud y el Midrash, no sólo en Palestina, sino también en sus alrededores, por ejemplo, en el Líbano, que estaba habitado. en el siglo 19. Asignar nombres comunes en el siglo XIX. Además, también contiene explicaciones de los nombres de los pueblos; explicaciones del reino animal, reino vegetal, reino mineral y clima; descripciones de las costumbres litúrgicas, religiosas y sociales de los judíos en Jerusalén; diversas leyendas y bocetos sobre la historia de los judíos en Palestina; y descripciones de la población árabe de Jerusalén. Al final del libro hay un registro detallado de todos los topónimos y otros términos que aparecen en alemán y hebreo, una imagen de Jerusalén y un mapa de Palestina.
Después de 1852, Schwarz regresó a Jerusalén. Allí continuó sus estudios de las escrituras rabínicas y de la Cábala, y se unió a la asociación cabalística Beth-El.

## Galería

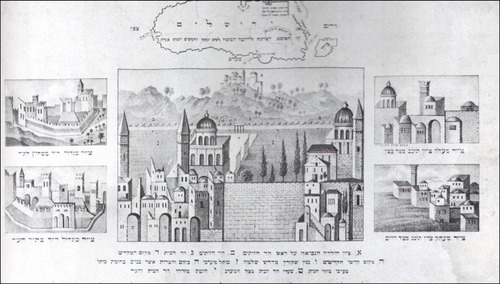
«La vista del lugar del templo y Jerusalén» (1836-1837).
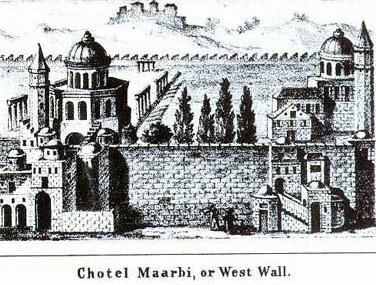
«El Muro de las Lamentaciones o Monte del Templo», ilustración de la edición inglesa del libro Las cosechas de la Tierra (1850).
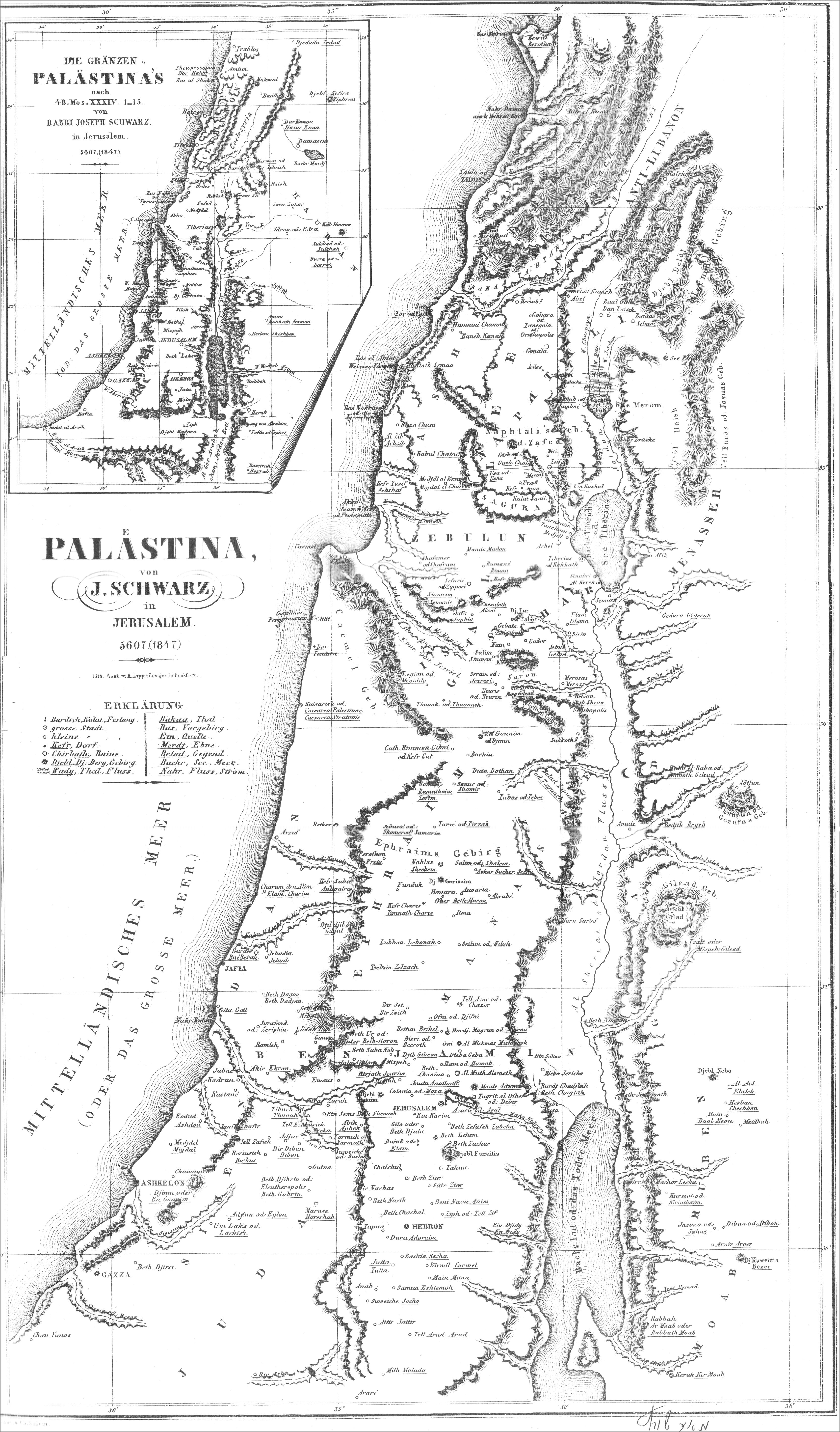
Mapa de Israel (1847).
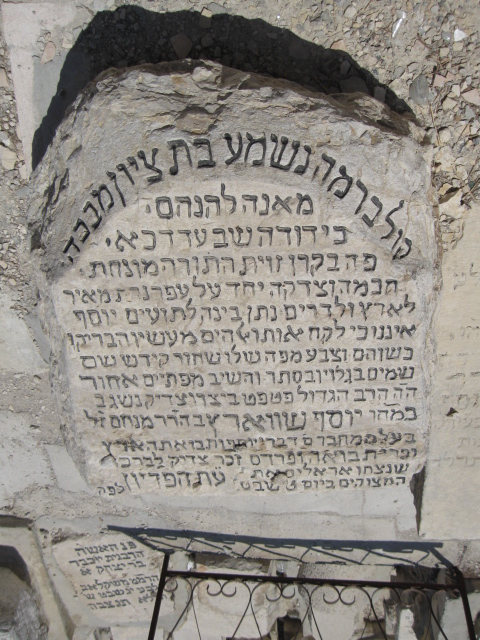
La tumba de Joseph Schwartz, con un epitafio de Jacob Sapir.